# Yotanka Records
Yotanka Records est un label discographique indépendant français, basé à Nantes, en Loire-Atlantique, fondé en 2003,,,,,.

## Artistes
Les artistes principaux du label sont Zenzile, Kid Francescoli, Zinée, ATOEM, H-Burns, Stéfi Celma, Laetitia Shériff, Tample, BRNS, Louis-Jean Cormier, Octave Noire, Palatine, ARM, Niki Niki, Ropoporose, Mesparrow, Puts Marie, Dan San, Julien Pras, Psykick Lyrikah, Samba de la Muerte et Bikini Machine.

## Discographie
| Année | reference | artiste               | nom de l'album                     |
| ----- | --------- | --------------------- | ---------------------------------- |
| 2020  | YO--      | Kid Francescoli       | Lovers                             |
| 2018  | YO67      | Palatine              | Grand Paon de Nuit                 |
| 2018  | YO66      | Niki Niki             | Absences                           |
| 2018  | YO64      | Tample                | Summer Light                       |
| 2018  | YO68      | Ropoporose            | Kernel, Foreign Hands (EP digital) |
| 2017  | MM001     | Mister Milano         | Mister Milano                      |
| 2017  | YO63      | Julien Pras           | Wintershed                         |
| 2018  | YO62      | Muthoni Drummer Queen | She                                |
| 2017  | YO62      | ARM                   | Dernier Empereur                   |
| 2017  | YO61      | BRNS                  | Sugar High                         |
| 2017  | YO60      | BRNS                  | Holidays (EP digital)              |
| 2017  | YO59      | Louis-Jean Cormier    | Le treizième étage (album digital) |
| 2017  | YO58      | Tample                | Chimera (single digital)           |
| 2017  | YO57      | Tample                | My River (EP digital)              |
| 2017  | YO56      | Zenzile               | Elements                           |
| 2017  | YO55      | Ropoporose            | Kernel, foreign Moons              |
| 2017  | YO54      | Kid Francescoli       | Play Me Again                      |
| 2017  | YO48      | Octave Noire          | Néon                               |
| 2016  | YO53      | Mesparrow             | Jungle contemporaine               |
| 2016  | YO52      | Dan San               | Shelter                            |
| 2016  | YO51      | Louis-Jean Cormier    | Les grandes artères                |
| 2016  | YO50      | ARM/TEPR              | PSAUME                             |
| 2016  | YO46      | Robert Le Magnifique  | Fuck The Hell Yeah                 |
| 2016  | YO49      | Samba de la Muerte    | Colors                             |
| 2016  | YO47      | Von Pariahs           | Genuine Feelings                   |
| 2015  | YO45      | Laetitia Shériff      | The Anticipation (EP)              |
| 2015  | YO43      | Puts Marie            | Masoch I-II                        |
| 2015  | YO44      | Ropoporose            | Birdbus (EP)                       |
| 2015  | YO42      | Zenzile               | Totem (ré-édition LP)              |
| 2015  | YO41      | Fool's Gold           | Flying Lessons                     |
| 2015  | YO40      | Kid Francescoli       | With Julia                         |
| 2015  | YO39      | Nouvel R              | Les yeux de la foule               |
| 2015  | YO38      | Ropoporose            | Elephant Love                      |
| 2014  | YO37      | Zenzile               | Berlin                             |
| 2014  | YO36      | Bikini Machine        | Bang On Time!                      |
| 2014  | YO35      | Laetitia Sheriff      | Pandemonium, Solace and Stars      |
| 2014  | YO33      | Zenzile               | Sound Patrol (ré-édition LP)       |
| 2014  | YO29      | Les frères casquettes | Le monde à l'envers                |
| 2013  | YO32      | Zenzile               | Sachem in Salem (ré-édition LP)    |
| 2014  | YO31      | Psykick Lyrikah       | Jamais trop tard                   |
| 2013  | YO30      | Von Pariahs           | Hidden Tension                     |
| 2013  | YO28      | Versari               | Ostinato                           |
| 2013  | YO27      | The Procussions       | The Procussions                    |
| 2012  | YO26      | Zenzile               | Electric Soul                      |